# Warsheekh
Warsheekh (ou ainda: Uarsheikh, Warshiikh, Warsheikh, Warshek Warshikh, Warsheik ,Uarsciek ou Uarsciech) é uma cidade da região de Shabeellaha Dhexe, Somália. A cidade está localizada na costa do Oceano Índico 40 km ao norte de Mogadíscio e possui entre 12.000 e 15.000 habitantes 2007.
No século XIX, a cidade pertencia ao Sultanato de Zanzibar.
- Latitude: 2° 18' 00" Norte
- Longitude: 45° 48' 60" Leste
- Altitude: 0 metro